# Botanische tuin van Turku

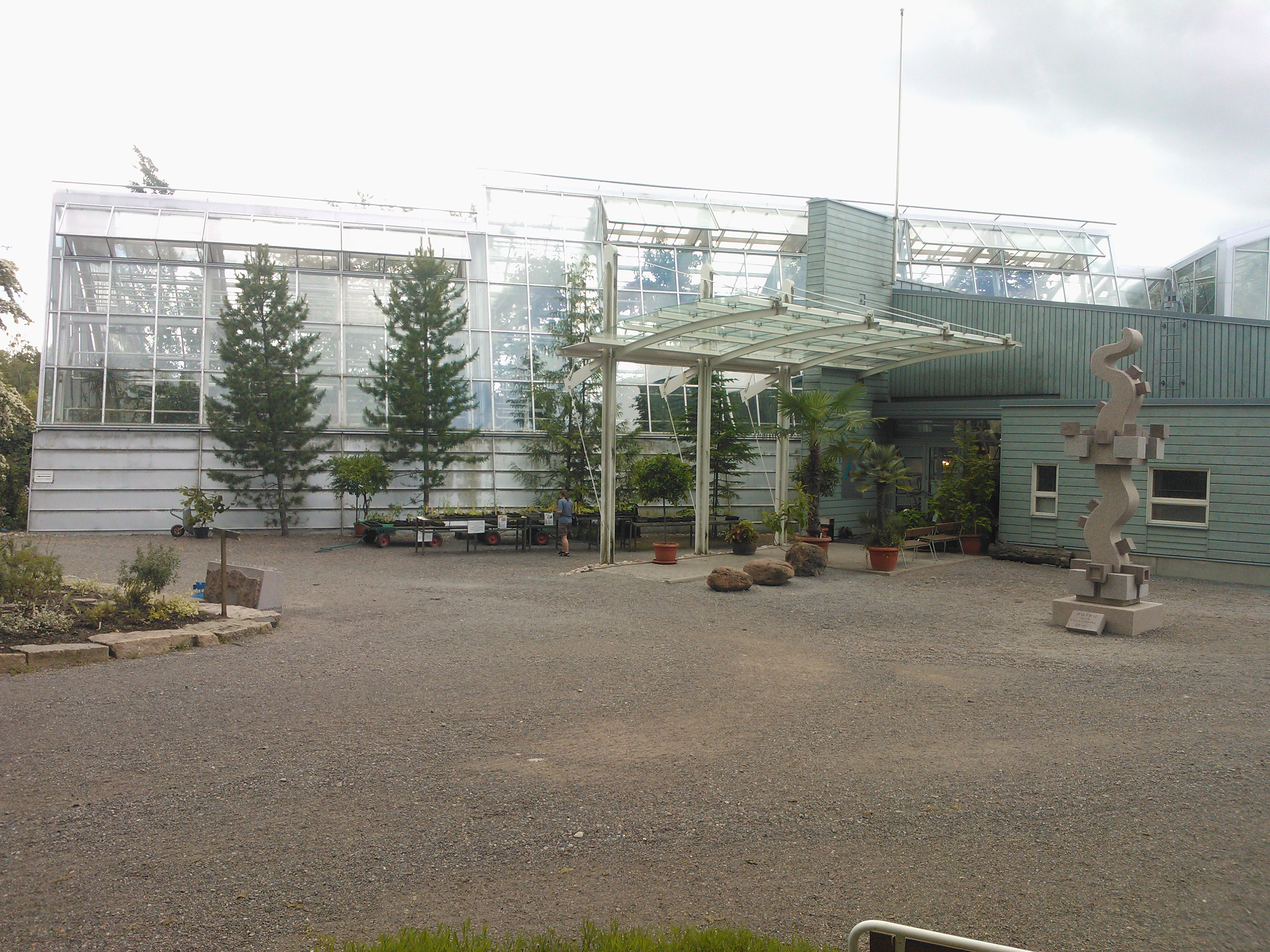

De Botanische tuin van Turku is een botanische tuin op het Finse eiland Ruissalo in de gemeente Turku die beheerd wordt door de Universiteit van Turku. De tuin werd in 1924 opgericht en verhuisde in 1956 naar zijn huidige locatie. Het is 24 hectare groot en bezit 5000 verschillende planten. De tuin wordt jaarlijks door ongeveer 43000 mensen bezocht.